# Johann Nepomuk Schaller
Pour les articles homonymes, voir Schaller.
Johann Nepomuk Schaller, né le 30 mars 1777 à Vienne et mort le 15 ou 16 février 1842 dans la même ville, est un sculpteur et graveur à l'eau-forte autrichien.

## Biographie
Johann Nepomuk Schaller naît le 30 mars 1777 à Vienne. Il est le frère d'Anton Ferdinand.
Il est élève de Herbert Maurer à l'école des artisans d'art de l'Académie, puis d'Anton Grassi et de Franz Anton Zauner. En 1791, il est engagé comme dessinateur à la manufacture de porcelaine de Vienne. De 1812 à 1823, une bourse lui permet de vivre à Rome et de travailler avec Canova et Thorwaldsen, qui devient son ami. En 1823, il devient professeur à l'Académie de sculpture de Vienne. Parmi ses œuvres majeures figurent une statue d'Andreas Hofer à Innsbruck, les portraits de l'empereur François Ier, de l'impératrice Marie-Ludovica et de l'empereur Ferdinand Ier, ainsi que des scènes antiques très délicates (Vénus montre à Mars sa main blessée par Diomède, 1810 ; Cupidon adolescent, 1815-1816 ; Vénus quittant son bain, 1816 ; Concordia, 1816). En 1835, il exécute le projet d'un monument à l'Empereur et en 1836, la fontaine romantique de Marguerite à Vienne. Il doit son succès principalement à sa sculpture en plomb, Philoctète (1808-1809, Schloss Belvedere), réalisée (en plâtre) sur commande du Graf Stadion, conservateur de l'Académie de Vienne. L'œuvre a été coulée dans l'atelier de Zauner et son exécution magistrale vaut à Schaller une vague d'éloges du public. Lorsqu'il travaille le marbre, son œuvre montre qu'il a été influencé dans une certaine mesure par le style Biedermeier viennois. Schaller compte, avec Kissling, parmi les meilleurs sculpteurs de l'ère post-napoléonienne en Autriche.
Johann Nepomuk Schaller meurt le 15 ou 16 février 1842 dans sa ville natale.